# 青白江区

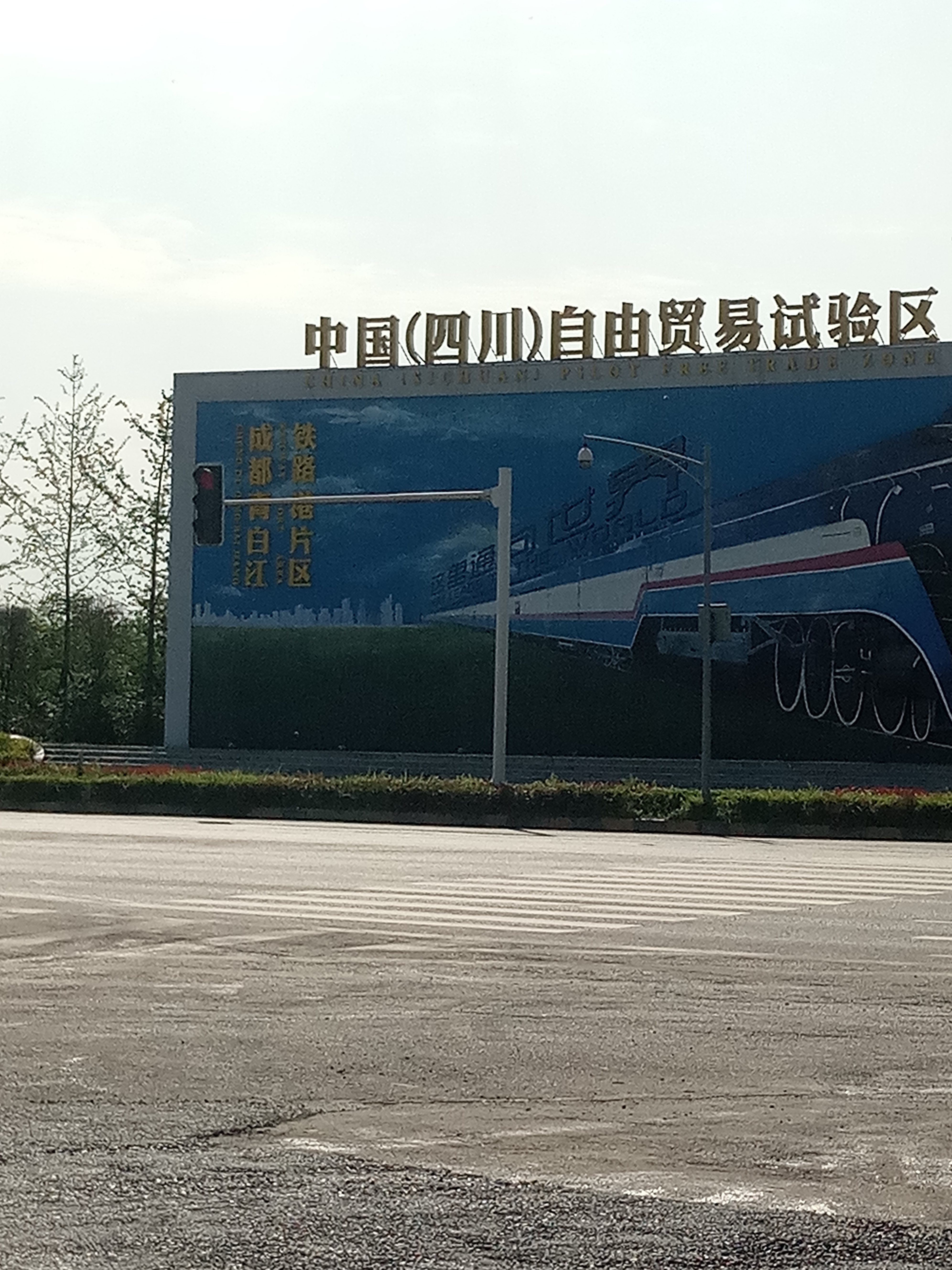
位于成都市青白江区的成都国际铁路港片区

青白江区是中国四川省成都市东北部的一个市辖区，面积378.94平方公里，常住人口约49万人。青白江区因境内的青白江而得名，并因工业建设的需要在1960年设立。

## 历史
处于四川北路交通要冲的青白江区大湾镇的双元村发现了大量春秋战国时的船棺墓葬群，墓群目前已发现260余座古墓葬，时间跨度约有500年。其中最大的M154船棺墓葬还发现了四川第三个蜀墓腰坑。
在尉迟迥平定蜀地并任益州刺史的西魏废帝二年（公元553年），在今青白江地区置金渊郡，下辖金渊县和白牟县，今城厢镇即白牟县治所。
青白江区建立之前，为新都县、金堂县辖地。
1956年，第一个五年计划之一的四川肥料厂在金堂县华严乡建设，设立四川省金堂工业区建设委员会。1957年，缩小基本建设规模，金堂工业区拟建的项目中只保留四川肥料厂。7月，四川省人民委员会撤销金堂工业区建设委员会，四川肥料厂的建设改由中国共产党成都市委（下称成都市委）领导，地方行政工作由金堂县负责。1958年，四川肥料厂第一期工程进入建设高潮，四川省小型氮肥示范厂和成都钢铁厂相继动工，职工及其家属人数迅速增加。为了解决相关生活管理问题，四川肥料厂现场党组织多次向中国共产党四川省委员会和成都市委要求建立地方政权组织。
1959年10月31日，经中国共产党四川省委员会（川委（59）503号文）批准，将新都县的弥牟公社、金堂县的大同公社、华严公社划归成都市领导。1959年12月，成都市委根据四川省人民委员会指示开始筹建青白江区。1960年1月25日，中国共产党金堂县、新都县委书记和县长以及四川化工厂、成都钢铁厂等领导参加青白江区接交工作座谈会，青白江区建立并开始开展工作。1960年7月15日，经四川省人民委员会批准，青白江区正式建立，下辖华严乡、弥牟乡、大同乡。
文化大革命期间，中国共产党青白江区委员会及其工作部门被“造反派”夺权，工作陷于瘫痪。1968年6月27日，成立青白江区革命委员会，下设办事组、政治工作组、生产指挥组、人民保卫组，取代原区委员会和区政府的机构职能。1969年10月6日，成立中国共产党青白江区革命委员会核心小组，行使委员会职能。1971年4月，中国共产党青白江区第一次代表大会召开，选举产生新的区委员会。1973年4月，区委员会工作机构正式恢复。
随着青白江区工农业和商业发展需要，1980年12月17日，经四川省人民政府批准，从1981年1月1日起，将金堂县太平区的太平乡、云顶乡、人和乡、福洪乡、合兴乡和城厢区的绣水乡、玉虹乡、祥福乡、姚渡乡、日新乡、龙王乡、城厢镇划归青白江区管辖。1981年11月26日，经四川省人民政府批准，增设大弯镇和弥牟镇。1983年5月，经四川省人民政府批准，大同乡更名为景峰乡，增设清泉镇。1984年，恢复乡、村建制，青白江区下辖大弯镇、弥牟镇、城厢镇、清泉镇、景峰乡、华严乡、祥福乡、绣水乡、玉虹乡、姚渡乡、日新乡、龙王乡、福洪乡、合兴乡、人和乡、云顶乡。1985年6月13日，经成都市人民政府批准，撤销弥牟乡和清泉乡，设立弥牟镇和清泉镇。1995年，撤销景峰乡，设立大同镇。1997年，撤销绣水乡，并入城厢镇；撤销祥福乡，姚渡乡、日新乡、合兴乡，设立祥福镇、姚渡镇、日新镇、合兴镇。
2004年，撤销日新镇，其区域并入祥福镇；撤销合兴镇，其区域并入龙王镇；撤销玉虹乡，其区域并入城厢镇；撤销云顶乡，其区域并入清泉镇。撤销大弯镇、华严镇，设立大弯街道和红阳街道。2005年5月10日，经四川省政府批准，龙王镇新谊村、双柏村、黄果村、园林村、石桩村、长林村和一个社区居民委员会（原合兴场镇）划归新都区石板滩镇管辖。
2017年7月，青白江区被正式纳入成都中心城区。
2020年2月3日0时5分，青白江区（北纬30.74度，东经104.46度）发生5.1级地震。

## 人口
2020年末，根據全國第七次人口普查統計數據顯示：全区常住人口为490091人。

## 地理
青白江区地处四川省中北部、成都市东北部，是成都下辖得到中心城区之一，土地总面积378.94平方公里。青白江区东部及东南部与成都市金堂县相连，南部与成都龙泉驿区相邻，西部接成都新都区，北部与德阳市广汉市毗连。青白江区位于东经104°9′37″—104°29′31″,北纬30°39′33″—30°55′0″。东西最宽31.6公里，南北最长28.4公里。

## 行政区划
青白江区下辖2个街道办事处、5个镇：
大弯街道、大同街道、弥牟镇、城厢镇、姚渡镇、清泉镇和福洪镇。

## 交通
青白江区是中欧班列（蓉欧快铁）的始发地。青白江区是亚洲最大集装箱中心站、中华人民共和国西部最大铁路枢纽。
接驳成都地铁3号线的603路公交从田园广场站发车，站点包括青白江田园广场站、公园世家站、海布斯卡、幸福家园北站、幸福家园站、国龙花园西站、成都医学院站，运行时间为6：00至21：00（青白江田园广场站）和7:00至22:00（成都医学院站）。
途径清泉镇至西河镇地铁站的604路连接清泉镇、欧洲产业城园区、姚渡镇及福洪镇。

## 经济
2018年统计，青白江区地区生产总值为475.05亿元人民币。2017年生产总值为421.52亿元人民币，第一、二、三产业的产值分别为150.96亿元、299.46亿元、106.97亿元。

## 文物
弥牟镇有“八阵图”遗迹，传闻是诸葛亮推演兵法的场所。城厢镇有清朝时期重新翻修的文庙、武庙和唐朝时期重建、清朝时期再次重建的明教寺觉皇殿，及四川省省级文物保护单位彭家珍祠。